# Wapen van Overijse

Wapen van Overijse (sinds 1840).

Het wapen van Overijse is het heraldisch wapen van de Vlaams-Brabantse gemeente Overijse. Het eerste wapen werd op 15 september 1819 door de Hoge Raad van Adel aan de gemeente toegekend, waarna een enigszins gewijzigd wapen op 30 januari 1840 per Koninklijk Besluit aan de gemeente werd toegekend.

## Blazoenering
De officiële beschrijving van het wapen luidt als volgt:
In lazuur een Sint-Maarten te paard, zijn mantel delend met een arme, staande op een grond, alles van goud; in de punt een schildje van lazuur met een dwarsbalk, vergezeld in het schildhoofd van drie lelies en in de schildvoet van een leeuw, alles van goud.— Koninklijk Besluit van 30 januari 1840.

## Geschiedenis
De Hoge Raad van Adel baseerde zich in 1819 voor het nieuwe wapen van de gemeente op het vanaf 1422 gebruikte zegel van de Vrijheid Overijse, waarop men Sint-Martinus te paard met een klein wapenschild en klimmende leeuw aantrof.